# Дом омладине Београда
Дом омладине Београда (скраћено ДОБ) је културни центар у Београду првенствено посвећен омладини. У оквиру своје делатности, организује бројне програме у области савремене уметности и културе, као и образовно-дебатне програме: око 1.000 различитих програма годишње, које посети преко 180.000 младих. ДОБ се труди да обухвати све уметничке дисциплине: прозу, поезију, музику, позориште, филм, визуелне уметности, нове медије и друге.
Дом омладине настоји да функционише као платформа за промовисање нових уметника, идеја и иницијатива. Такође, Дом омладине настоји да буде кључна тачка сусрета за домаће и стране уметнике, због чега је ДОБ члан бројних локалних, регионалних и међународних мрежа.
Основан је 1964. под покровитељством Секретаријата за културу Скупштине Београда, која је и даље његов финансијер.
Од 2013. до 2015. године директор Дома омладине био је глумац Марко Стојановић, док је од лета 2015. на тој дужности Ненад Драговић.

## Организација
Активности ДОБ-а су организоване у 5 центара:
- Центар за развој музике,
- Центар за визуелне уметности и мултимедију,
- Центар за едукацију и интерактивну комуникацију,
- Центар за издавачку делатност, и
- Лабораторија иницијатива — Art & creativity unlimited.

## Простор
Дом омладине се налази у пословној згради у центру Београда, недалеко од Трга републике. За одржавање својих програма, на располагању има следеће:
- Велика сала (520 места за седење или 1200 места за стајање)
- Сала Американа (300 места за седење или 800 места за стајање)
- Клуб (100 места за седење или 300 места за стајање)
- Галерија
- Трибинска сала (60 места за седење)
- Амерички кутак
- Холови

Издвојено од ове зграде, ДОБ поседује и „Магацин“ у улици Краљевића Марка — преуређени магацин са преко 5000 m² простора.

## Догађаји
- Београдски џез фестивал
- Београдски ауторски рок фестивал
- Концерти на Зидићу